# Burg Fredevald

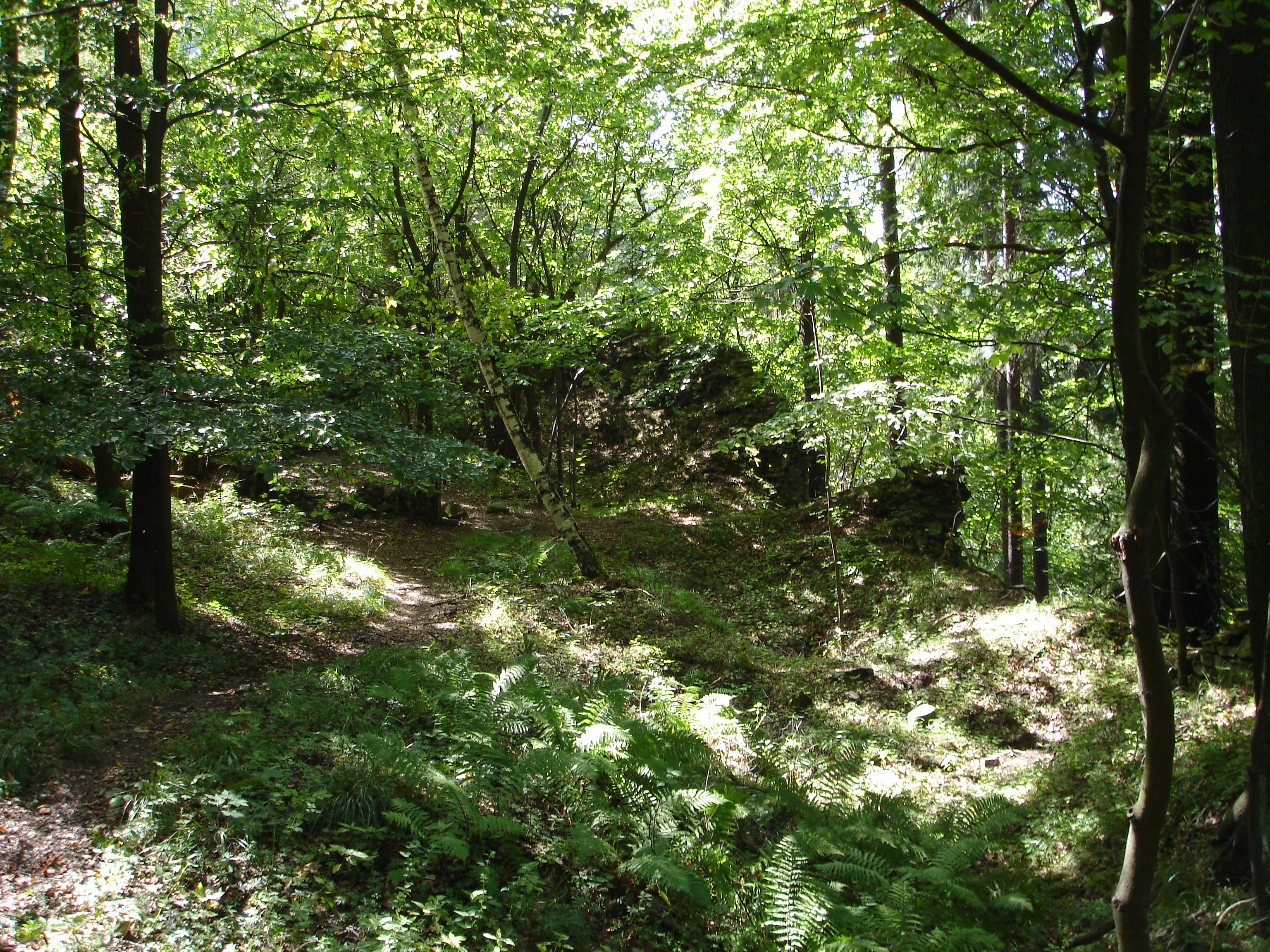
Reste der Burgmauern im Wald unterhalb des Felsens

Burg Fredevald, auch Pustý zámek (deutsch Fredewald, auch Wüstes Schloss) werden die auf einem steilen Klingsteinfelsen gelegenen Reste einer mittelalterlichen Burg bei Česká Kamenice im Lausitzer Gebirge in Tschechien genannt. Erhalten sind heute im Wesentlichen nur noch einige Teile der Burgmauern. Der bemerkenswerte Burgfelsen und die nahe Umgebung wurden 1956 zum Naturdenkmal erklärt.

## Geschichte
Begründet wurde Fredevald wahrscheinlich schon im 13. Jahrhundert von den Herren von Michelsberg als Schutz für die nahe verlaufende Handelsstraße. Urkundlich erwähnt wurde Fredevald erstmals 1406, damals gehörte sie Hynek Berka von Duba. Die Berken von Duba besaßen Fredevald bis 1428, in jenem Jahr verkaufte Heinrich Berka von Dubá die Burg an Siegmund von Wartenberg. Die Wartenberger nutzten Fredevald – wie auch andere Burgen der Umgebung – als Stützpunkt für ihre Raubzüge. Im Jahre 1440 machten die Truppen des Sechsstädtebundes diesem Treiben ein Ende. Fredevald wurde belagert, schließlich erobert und geschleift. Als Ersatz für Fredevald entstand auf dem nahen Schlossberg (Zámecký vrch) bei Böhmisch Kamnitz (Česká Kamenice) die neue Burg Kempnitz (tschech.: Kamenický hrad).

## Besonderheiten

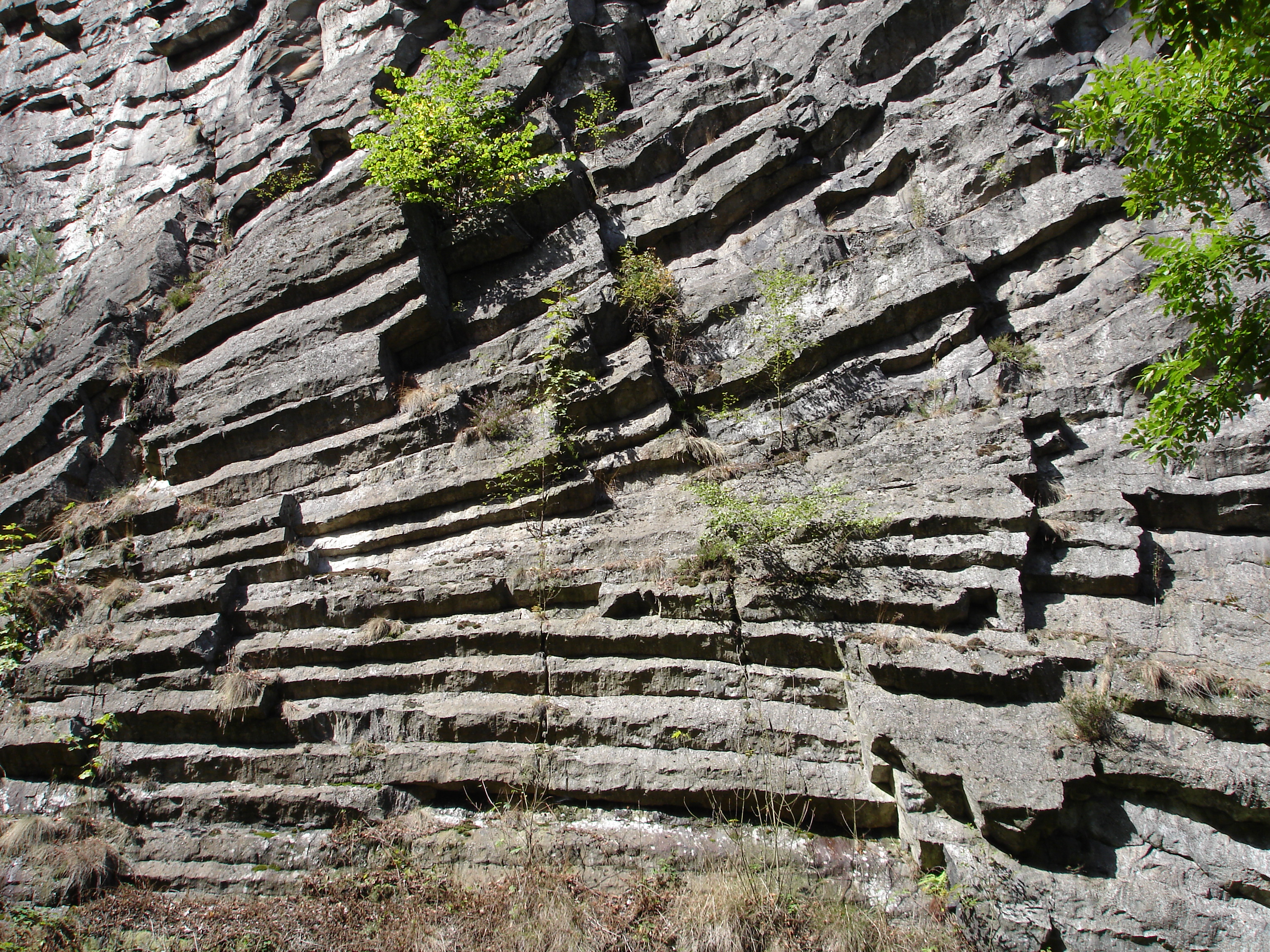
Riesiger Fächer aus Klingsteinsäulen

Beachtenswert sind die mächtigen Säulen aus Phonolith (Klingstein), welche einen riesigen Fächer bilden. Zum Teil erreichen die Säulen des Burgfelsens Längen bis zu 25 Metern und mehr. Dieses einzigartige Zeugnis des tertiären Vulkanismus in Nordböhmen setzt sich auch jenseits der Kamenice (Kamnitz) im Břidličný vrch (Schieferberg) noch fort. Für die Anlage der Straße im 19. Jahrhundert mussten größere Teile des Felsens abgesprengt werden, um die nötige Baufreiheit zu erhalten.
Auf dem Burgfelsen hat sich eine sehr vielgestaltige Pflanzengesellschaft entwickelt. Typisch sind u. a.: Wald-Geißbart, Hain-Kreuzkraut, Holunderblättriger Baldrian, Blauschwingel und Alpen-Johannisbeere.